# Этвелл, Хейли
Хе́йли Эли́забет Э́твелл (англ. Hayley Elizabeth Atwell; род. 5 апреля 1982, Лондон, Англия, Великобритания) — британская и американская актриса, в основном известна благодаря роли Пегги Картер в фильмах Кинематографической вселенной Marvel. В 2015—2016 годах исполняла ведущую роль в американском телесериале «Агент Картер». Трёхкратная номинантка на премию Лоренса Оливье в категории «Лучшая женская роль в пьесе» за главные роли в пьесах «Гордость» и «Росмерсхольм» и в категории «Лучшая женская роль второго плана в пьесе» за роль в пьесе «Вид с моста». Номинантка на премию «Золотой глобус» в категории «Лучшая актриса мини-сериала или телефильма» за главную роль в мини-сериале «Столпы Земли».

## Ранние годы и образование
Этвелл родилась в Лондоне. После окончания Римско-католической школы девочек Сион-Мэннинг она изучала ораторское искусство. С 2002 по 2005 год училась в школе музыки и драмы Гилдхолл. Затем изучала философию и теологию в Королевском колледже Лондона. Имеет двойное гражданство Великобритании и США.

## Актёрская карьера
В 2005 году Этвелл впервые появилась на телеэкране в рекламе чипсов Pringles и телефильме «Что бы ни значила любовь». Первыми работами в полнометражном кино для Хэйли стали «Мэнсфилд-парк» и «Мечта Кассандры». В 2008 году снялась в одной из главных ролей в фильмах «Герцогиня» и «Возвращение в Брайдсхед». В 2010 году снялась в сериале «Столпы Земли».
Этвелл получила широкую известность в 2011 году после роли агента Пегги Картер в фильме «Первый мститель». Затем она возвращалась к этой роли в фильмах «Первый мститель: Другая война», «Мстители: Эра Альтрона», «Человек-муравей», «Мстители: Финал», сериалах «Агенты „Щ.И.Т.“» и «Агент Картер».
В 2016 году Этвелл исполнила ведущую роль в телесериале «Приговор».
В 2021 году Этвелл озвучила Пегги Картер / Капитана Картер в первом сезоне анимационного сериала «Что, если...?»: в первом эпизоде — «Что, если… Капитан Картер была бы Первым мстителем?» и в девятом эпизоде — «Что, если… Наблюдатель нарушил бы свою клятву?».

## Фильмография
| Год       |     | Русское название                          | Оригинальное название                       | Роль                          |
| --------- | --- | ----------------------------------------- | ------------------------------------------- | ----------------------------- |
| 2005      | тф  | Что бы ни значила любовь                  | Whatever Love Means                         | Сабрина Гиннесс               |
| 2006      | с   | Линия красоты                             | The Line of Beauty                          | Кэтрин Федден                 |
| 2006      | тф  | Страх Фэнни                               | Fear of Fanny                               | Джейн                         |
| 2006      | с   | Театр шедевров                            | Masterpiece Theatre                         | Роза Гарленд                  |
| 2006      | тф  | Рубин во мгле                             | The Ruby in the Smoke                       | Роза Гарланд                  |
| 2007      | тф  | Мэнсфилд-парк                             | Mansfield Park                              | Мэри Кроуфорд                 |
| 2007      | ф   | А что насчёт тебя?                        | How About You...                            | Элли Харрис                   |
| 2007      | ф   | Мечта Кассандры                           | Cassandra's Dream                           | Анджела Старк                 |
| 2007      | тф  | Тень «Полярной звезды»                    | The Shadow in the North                     | Роза Гарланд                  |
| 2008      | ф   | Возвращение в Брайдсхед                   | Brideshead Revisited                        | Джулия Флайт                  |
| 2008      | ф   | Герцогиня                                 | The Duchess                                 | Элизабет Фостер               |
| 2009      | кор | Любовная ненависть                        | Love Hate                                   | Хэйт                          |
| 2009      | с   | Заключённый                               | The Prisoner                                | Люси                          |
| 2010      | кор | Томатный суп                              | Tomato Soup                                 | кинозвезда                    |
| 2010      | с   | Столпы Земли                              | The Pillars of the Earth                    | Алина                         |
| 2010      | с   | Сердце всякого человека                   | Any Human Heart                             | Фрея Деверелл                 |
| 2011      | ф   | Первый мститель                           | Captain America: The First Avenger          | Пегги Картер                  |
| 2011      | ки  | Капитан Америка: Суперсолдат              | Captain America: Super Soldier              | Пегги Картер (озвучка)        |
| 2012      | ф   | Я — Анна                                  | I, Anna                                     | Эмми                          |
| 2012      | с   | Плейхаус представляет                     | Playhouse Presents                          | банкир                        |
| 2012      | ф   | Летучий отряд Скотланд-Ярда               | The Sweeney                                 | Нэнси Льюис                   |
| 2012      | с   | Фалькон                                   | Falcón                                      | Консуэла Хименес              |
| 2012      | тф  | Неспокойная                               | Restless                                    | Ева Делекторская              |
| 2013      | ф   | Джими Хендрикс                            | All Is by My Side                           | Кэти Этчингем                 |
| 2013      | с   | Чёрное зеркало                            | Black Mirror                                | Марта (эпизод «Я скоро»)      |
| 2013      | кор | Агент Картер                              | Marvel One-Shot: Agent Carter               | Пегги Картер                  |
| 2013      | с   | Преступная жизнь                          | Life of Crime                               | Дэнис Вудс                    |
| 2014      | ф   | Первый мститель: Другая война             | Captain America: The Winter Soldier         | Пегги Картер                  |
| 2014      | ф   | Воспоминания о будущем                    | Testament of Youth                          | Хоуп                          |
| 2014      | с   | Агенты «Щ.И.Т.»                           | Marvel's Agents of S.H.I.E.L.D.             | Пегги Картер                  |
| 2015—2016 | с   | Агент Картер                              | Marvel's Agent Carter                       | Пегги Картер                  |
| 2015      | ф   | Золушка                                   | Cinderella                                  | мать Золушки                  |
| 2015      | ф   | Мстители: Эра Альтрона                    | Avengers: Age of Ultron                     | Пегги Картер                  |
| 2015      | ф   | Человек-муравей                           | Ant-Man                                     | Пегги Картер                  |
| 2016—2017 | с   | Приговор                                  | Conviction                                  | Хейс Моррисон                 |
| 2017      | мтф | Говардс-Энд                               | Howards End                                 | Маргарет Шлегель              |
| 2018      | ф   | Кристофер Робин                           | Christopher Robin                           | Эвелин Робин                  |
| 2019      | ф   | Мстители: Финал                           | Avengers: Endgame                           | Пегги Картер                  |
| 2021—2024 | мс  | Что, если…?                               | What If…?                                   | Пегги Картер / Капитан Картер |
| 2022      | ф   | Доктор Стрэндж: В мультивселенной безумия | Doctor Strange in the Multiverse of Madness | Пегги Картер / Капитан Картер |
| 2023      | ф   | Миссия невыполнима: Смертельная расплата  | Mission: Impossible – Dead Reckoning        | Грейс                         |
| 2024      | с   | Трепет сердца                             | Heartstopper                                | Диана                         |
| 2025      | ф   | Миссия невыполнима: Финальная расплата    | Mission: Impossible – The Final Reckoning   | Грейс                         |
| 2025      | мф  | Rogue Trooper                             | Rogue Trooper                               |                               |
| 2026      | ф   | Мстители: Судный день                     | Avengers: Doomsday                          | Пегги Картер / Капитан Картер |

## Награды и номинации
| Год  | Награда                                    | Категория                             | Работа          | Результат |
| ---- | ------------------------------------------ | ------------------------------------- | --------------- | --------- |
| 2007 | Телевизионный фестиваль в Монте-Карло      | Лучшая актриса                        | Страх Фэнни     | Номинация |
| 2008 | Премия британского независимого кино       | Лучшая актриса второго плана          | Герцогиня       | Номинация |
| 2009 | Империя                                    | Лучший дебют                          | Герцогиня       | Номинация |
| 2009 | Премия Лондонского кружка кинокритиков     | Лучшая актриса второго плана          | Герцогиня       | Номинация |
| 2011 | Золотой глобус                             | Лучшая актриса мини-сериала           | Столпы Земли    | Номинация |
| 2011 | Online Film & Television Association Award | Лучшая актриса мини-сериала           | Столпы Земли    | Номинация |
| 2011 | Scream                                     | Лучшая актриса фантастического фильма | Первый мститель | Номинация |
| 2011 | Scream                                     | Прорыв — актриса                      | Первый мститель | Номинация |
| 2015 | Сатурн                                     | Лучшая телеактриса                    | Агент Картер    | Номинация |